# Admiral (Russie)
Pour les articles homonymes, voir Admiral et Amiral (homonymie).

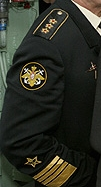
Insignes d'un admiral russe en 2015.

Admiral (en russe : Адмирал) est un grade militaire russe. Il est ou a été employé dans la Marine impériale russe, la Marine soviétique et la Flotte maritime militaire de Russie.

## Histoire

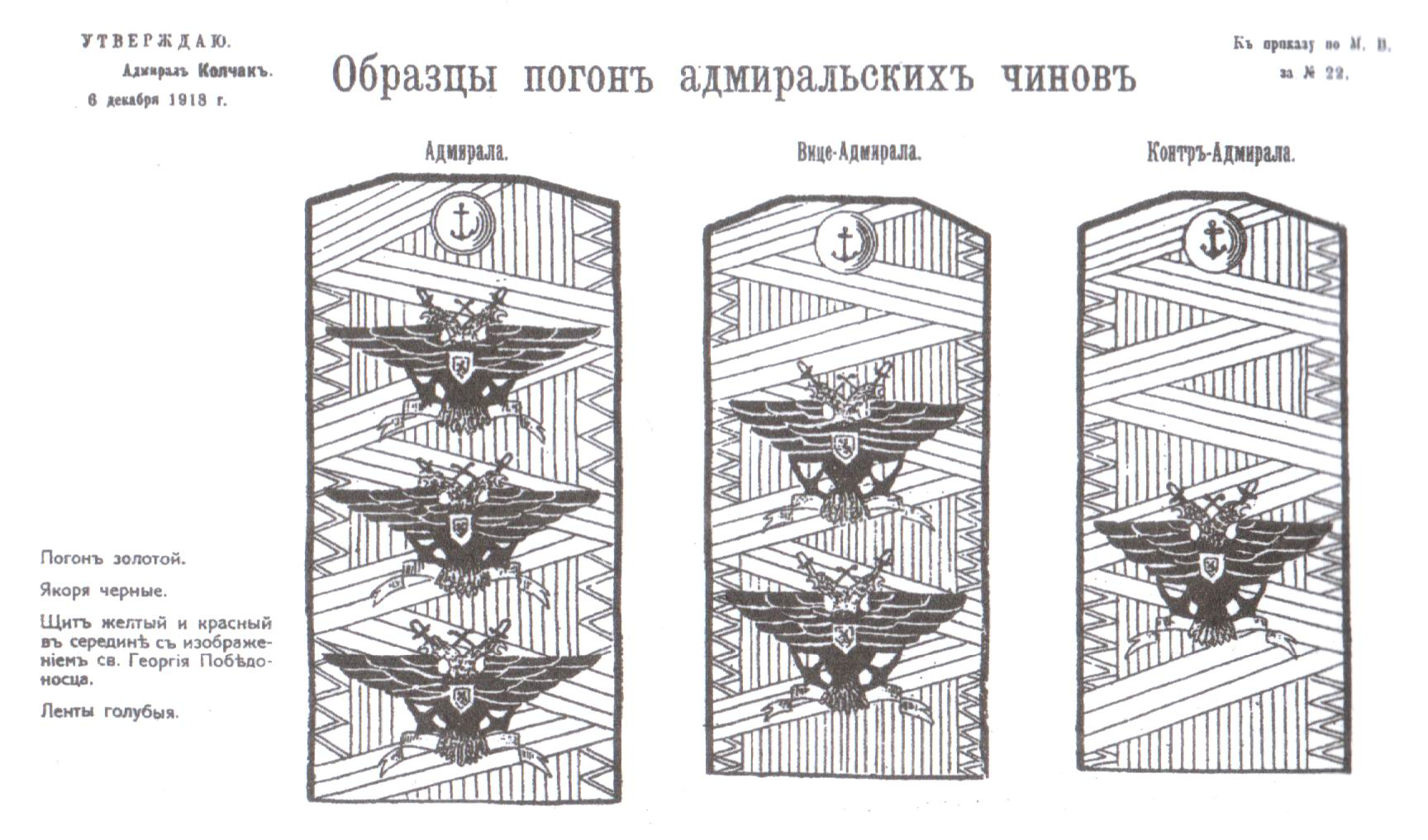
Épaulettes de 1918.

Pierre le Grand (1682-1725) a établi quatre grades d'amiraux :
- guéneral-admiral (генерал-адмирал) ;
- admiral (адмирал) ;
- vitse-admiral (вице-адмирал) ;
- kontr-admiral (контр-адмирал).

Pendant la guerre civile russe,  l'admiral Alexandre Koltchak - après son arrivée au pouvoir du mouvement blanc - développe des insignes pour classer l'armée russe. Le 6 décembre 1918, le dessin des épaulettes d'amiraux utilisés sur le front de l'est de la guerre civile est approuvé par le ministère de la marine.
Le 7 mai 1940, un décret du Soviet suprême de l'Union soviétique établit les grades pour les commandants navigants :  kontr-admiral (контр-адмирал), vitse-admiral (вице-адмирал), admiral (адмирал) et admiral flota (адмирал флота), ainsi que pour les ingénieurs en service sur les navires : injener-kontr-admiral (инженер-контр-адмирал), injener-vitse-admiral (инженер-вице-адмирал) et injener-admiral (инженер-адмирал).
Un décret du Soviet suprême de l'Union soviétique du 3 mars 1955 abolit le grade d'admiral flota, ou адмирал флота, (amiral de la flotte en français) et le remplace par le grade d'admiral Flota Sovietskogo Soïouza, адмирал Флота Советского Союза (Amiral de la flotte de l'Union soviétique).
Un décret du Soviet suprême de l'Union soviétique du 28 mars 1962 restaure le grade d'admiral flota comme supérieur au grade d'admiral et subordonné au grade d'admiral Flota Sovietskogo Soïouza.

### Insignes des amiraux russes au cours de l'histoire

Insignes des amiraux russes
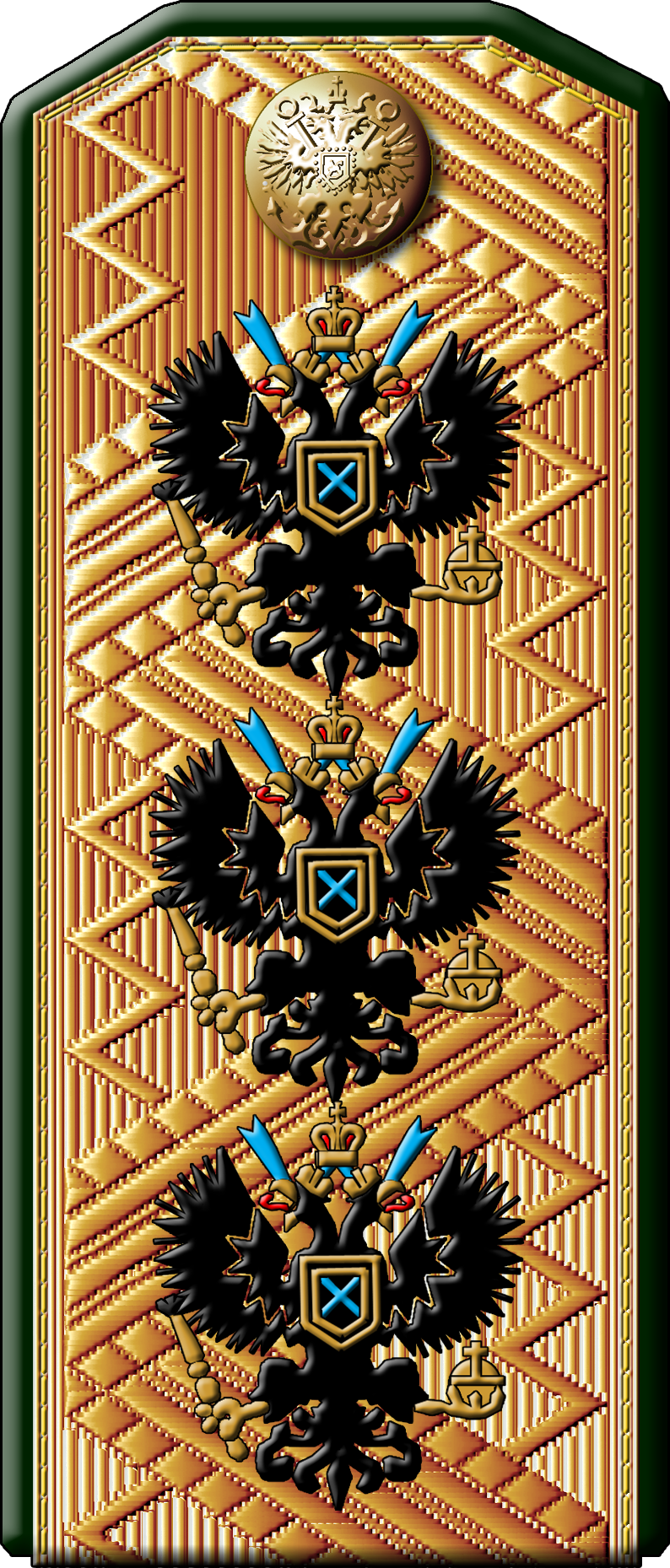
Insigne de l'admiral russe dans la Marine impériale (1884—1904)
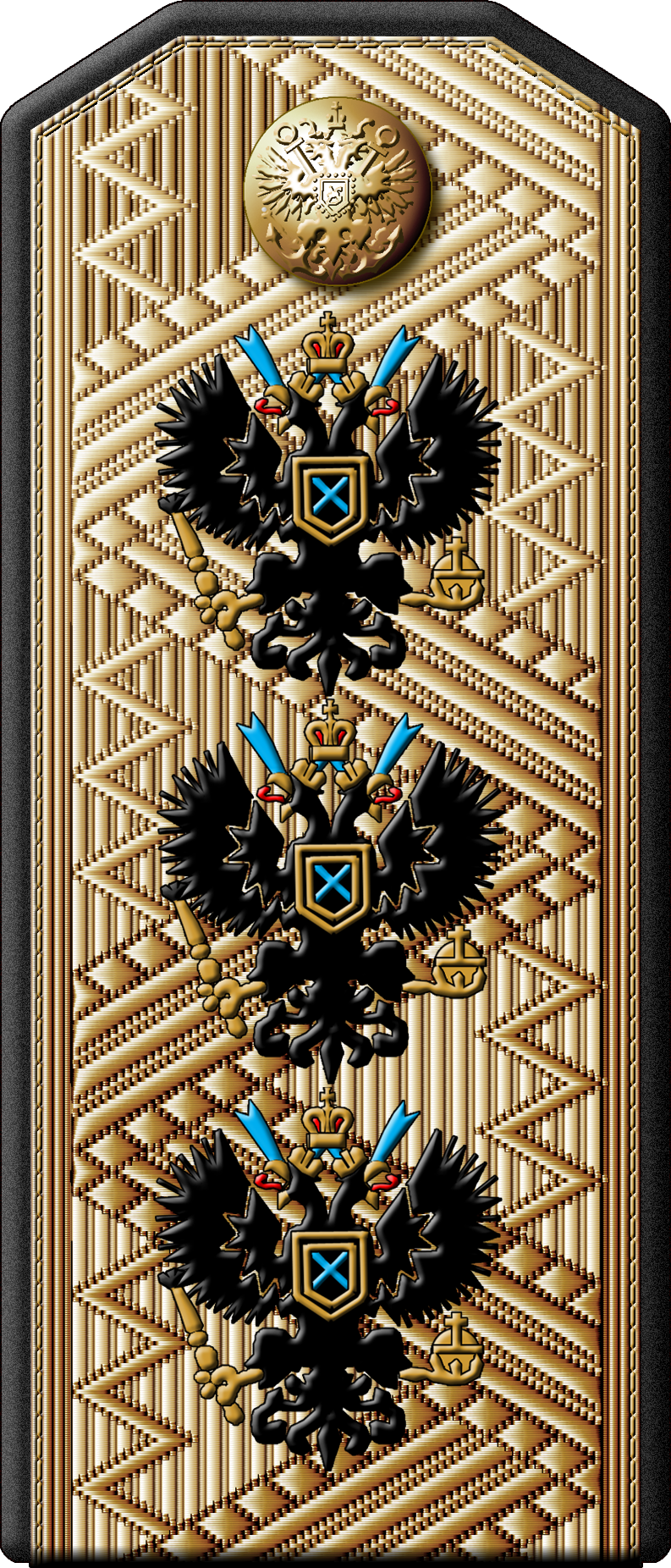
Insigne de l'admiral russe dans la Marine impériale (1904—1917)
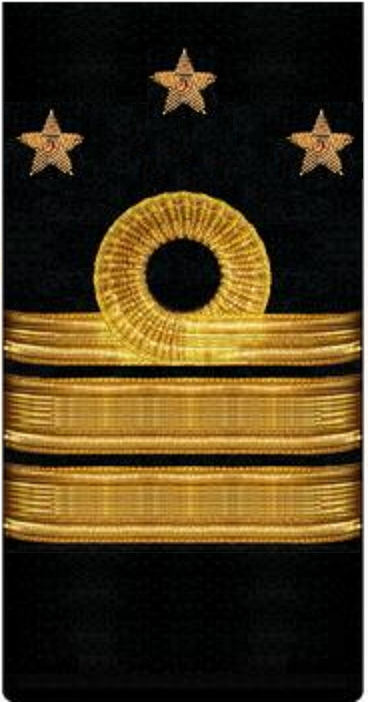
Insigne en 1917
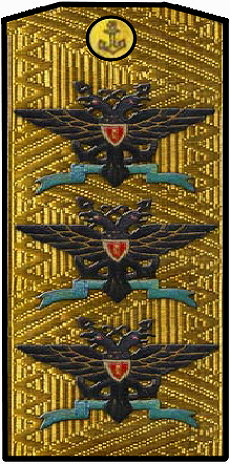
Insigne de la marine de l'admiral Koltchak (1919).
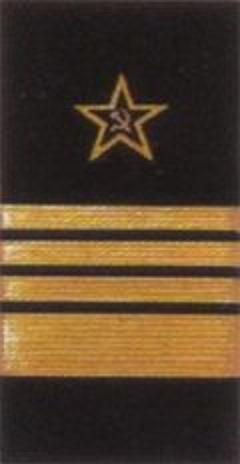
Insigne de la marine soviétique, jusqu'en 1943.
Insigne de la marine soviétique, de 1955 à 1991.

## Flotte maritime militaire de Russie
Au sein de la flotte maritime militaire de Russie, il est le supérieur du vitse-admiral et le subordonné de l'admiral flota.